# Hyllisia delicatula
Hyllisia delicatula är en skalbaggsart som beskrevs av Heller 1924. Hyllisia delicatula ingår i släktet Hyllisia och familjen långhorningar.
Artens utbredningsområde är Filippinerna. Inga underarter finns listade i Catalogue of Life.